# Machine (이매진 드래곤스의 노래)
〈Machine〉은 미국의 팝 록 밴드 이매진 드래곤스의 노래로, 프로듀서 알렉스 다 키드와 공동 작사, 작곡했다. 이 곡은 이 밴드의 네 번째 스튜디오 음반 《Origins》의 세 번째 싱글이다.

## 배경
《Origins》의 트레일러에서 트랙의 일부분이 놀림받았다. 이 곡은 발표 전날 SNS를 통해 공식 발표됐다. 트위터에는 이 곡의 커버 아트와 함께 "우리의 신곡 머신이 내일 아침에 떨어진다"라는 자막이 올라왔다.

## 반응
《인디펜던트》의 음반에 대한 긍정적인 리뷰에서, 이 곡은 (다른 싱글인 〈Natural〉과 함께) "저항을 외치는 발을 구르며 경기장을 가득 채우는 노래"로 묘사되었고, 대부분의 "고전적" 이매진 드래곤스라는 브랜드를 붙일 것이다. 《빌보드》는 또한 이 노래를 "폭발적"이고 "강력하다"고 묘사했다.

## 가사
이 노래의 가사는 "다른 사람들이 당신을 넣을지도 모르는 상자 밖에서 산다"와 사회적, 정치적 현실에 대한 가능한 언급에 관한 것이다.